# 杜普·里斯
杜普·里斯（英語：Duop Reath，1996年6月26日—），澳大利亚男子篮球运动员，2020–21年ABA联赛金牌得主、2020年夏季奧林匹克運動會男子铜牌得主、2023年西亚超级联赛金牌得主。